# HotBit HB-8000
Este computador foi lançado em novembro de 1985, e contava com o teclado padrão profissional, integrado à placa-mãe da CPU e rodava a versão do sistema BIOS 1.1 Br. O HotBit  HB-8000 contava com o suporte interno em BIOS à linguagem de programação MSX Basic, e opcionalmente com os sistemas operacionais MSX-DOS e CP/M.
O processador de som era o AY-3-8910A, da Yamaha, com três canais. O processador principal era um Zilog Z80, com barramento de 8 bits e 16 bits de endereçamento, rodando no clock de 3,57MHz. Havia duas portas de I/O DB9 de entrada disponíveis, para o joystick padrão Kempston (Atari), e duas portas de expansão (slots) para acesso aos periféricos externos.
O modelo original era branco e cinza. Em 1987 foi lançado um modelo em preto com o sistema 1.2 Br e com o gravador de fita cassete periférico. Posteriormente foi descoberto que a máquina foi toda desenvolvida para uma incluir possível expansão, para tornar-se um MSX 2.0, mas a qual não foi feita pelo fabricante. Ainda assim foram desenvolvidos os seguintes kits de conversão, fabricados pela ACVS e pela DDX:
- 2.0 - permitia converter o HotBit  em padrão MSX 2.0.
- 2+ - permitia converter o HotBit  em padrão MSX 2+.
- Cartucho 2.0  - permitia converter qualquer MSX em 2.0 (fabricado pela ACVS).

## Linha MSX no Brasil
O HotBit  da Epcom (Grupo Sharp) e o Expert da Gradiente foram os dois únicos representantes nacionais da linha MSX no Brasil.
O HotBit  tinha o mesmo design da grande maioria dos MSX produzidos no mundo, com os mesmos periféricos de entrada originais teclado, joystick e mouse, saídas para impressora e/ou máquina de escrever eletrônica (usada como impressora), para monitor e TV.
Para armazenamento de dados e programas estavam disponíveis gravador cassete, disk-drive. Além disso, tinha a possibilidade de uso de modem externo para comunicação de dados.
As suas dimensões eram 405x280x58mm, pesando 3,2Kg.
A Epcom/Sharp parou de fabricar o HotBit  em 1988.

## Descrição do Sistema

### Entradas e Saídas[3]
Na parte superior do HotBit  existe uma fenda de inserção (slot número um) para cartuchos de programas, para expansão de memória, e expansão de periféricos, etc. Esse slot era equipado com uma novidade em relação às máquinas que utilizavam cartuchos para a entrada de dados como os videogames e outros tipos de microcomputadores: um dispositivo especial que interrompia a corrente elétrica quando o cartucho era inserido no slot.
Era muito comum que usuários de videogames tinham os seus equipamentos danificados devido a curtos circuitos provocados pela inserção de cartuchos com o equipamento ligado à corrente elétrica. O interruptor temporário da fonte de alimentação do HotBit  permitia que o usuário colocasse os cartuchos no slot 1 sem ter que cair na rotina do liga-desliga característica desse tipo de equipamento. Na parte inferior havia três chaves: a chave seletora de canal RF (canal 3 ou 4); chave seletora de tensão (120 ou 220 volts) e a chave P&B/cor, para escolher alta resolução em P&B ou em baixa resolução com imagens coloridas.
Na parte posterior do micro encontram-se seis conectores (vide fotos abaixo):
- Conector para impressora
- Gravador de áudio comum
- Áudio (saída de som)
- Vídeo composto (RCA)
- TV (colorido ou P&B)
- Tomada auxiliar para ligar outro equipamento à rede de alimentação.

Na parte frontal há dois conectores para joystick. Na lateral direita tem a chave liga/desliga e na lateral esquerda, o botão reset e um segundo slot para expansão.

### Armazenamento Externo
Embora o HotBit  aceitasse cartuchos e cassete como memória auxiliar, podia trabalhar também com drives de 5 ¼” polegadas, de dupla face e dupla densidade, podendo armazenar 360 Kbytes, isso apesar do padrão para o MSX ser o drive de 3,5 polegadas e com capacidade de 720 Kbytes. Usando o drive, era possível trabalhar com o sistema operacional MSX-DOS.

### Periféricos[4][5]
Entre os periféricos disponíveis, fornecidos pelo fabricante estavam:
- HB-100  = Joystick (fabricada em OEM pela Dynacom)
- HB-2400 = Unidade gravador de fita (DataRecorder)
- HB-3000 = interface serial RS-232C (modem)
- HB-3001 = interface serial RS-232C, Rev. 2 (modem)
- HB-3600 = interface de floppy disk para unidade dupla HB-6000, com fonte de alimentação
- HB-4000 = cartucho de interface de vídeo de 80 colunas, precisa da interface de HB-3600 para trabalhar
- HB-4100 = cartucho 64kB RAM (para usar 64 kbytes em programas básicos)
- HB-6000 = unidade dupla de floppy disk, de 5 ¼”, 360KB (fabricado em OEM pela Elebra)

Através de um modem (HB-3000 ou HB-3001) era possível serem acessados os serviços de Videotexto ou o Cirandão da Embratel. O HotBit  também podia usar periféricos da Gradiente (fabricante do Expert) e de outras empresas.

## Design[3]
Nos modelos HotBit  1.0 e 1.1, eram predominantes as cores branca e cinza; já no modelo 1.2, que foi lançado posteriormente para ser compatível na ROM com o recurso de acentuação da língua portuguesa; com o modelo Expert da Gradiente, ele passou a ser produzido totalmente na cor preta. O teclado era do tipo máquina de escrever, com 73 teclas, com suporte a gráficos, e acentuação em português, além de possuir 10 teclas de função programáveis (F1 até F10).

### Display[3]
A conexão de vídeo podia ser realizada com o uso de uma TV (através do cabo RF do computador ao adaptador baloon, e deste à antena da TV) ou a um monitor de vídeo composto RGB e caixas de som, conectando cabos de áudio e vídeo RCA na parte posterior do micro, aos mesmos. A resolução de vídeo em modo texto era 40 colunas x 24 linhas ou 32 colunas x 24 linhas. Em modo gráfico, a resolução total era de 256x192 pixels com 16 cores. Através de uma expansão de 80 colunas, era possível ampliar a capacidade da tela do monitor ou TV para 80 colunas de texto. Isso era essencial para rodar o sistema CP/M.

### Especificações Técnicas
| Nome                | HotBit HB-8000 |
| Fabricante          | Epcom / Sharp |
| Tipo                | Computador |
| Origem              | Brasil |
| Lançamento          | 1985 |
| Descontinuado       | 1988 |
| Linguagem interna   | v1.2 Hot-Basic |
| Teclado             | - Teclado full-stroke, com 5 teclas de função e 4 teclas de navegação, total de 73 teclas. - Caracteres especiais da língua portuguesa. |
| Processamento       | \| CPU \| Processador Zilog Z-80A c/ clock de 3,58 MHz ou compatível (geralmente Sharp LH0080A) \| \| Vídeo \| Processador de vídeo Texas Instruments TMS-9128NL \| \| Som \| Gerador de som programável General Instruments AY-3-8910, com 3 canais de 8 oitavas \| |
| Memória             | - RAM de 64 KB (28 KB livre com MSX Basic) - VRAM 16 KB - ROM 32 KB BASIC/BIOS (MSX BASIC V1.0) |
| Modos de texto      | - Modo 0: 40 x 24 - Modo 1: 32 x 24 |
| Modos gráficos      | - Modo 2: 256 x 192 com 16 cores (modo de alta resolução) - Modo 3: 64 x 48 com 16 cores (modo Multicor) - Recursos: 32 sprites - Cores: 16 cores |
| Dimensões           | 405 x 280 x 58 mm |
| Peso                | 3,2 Kg |
| Portas E/S          | - 1 Saída de áudio - 2 portas de joystick - 2 slots de cartucho (um superior e outro na lateral esquerda) - 1 interface de fita K-7 (1200/2400 bauds) - 1 saída de vídeo composto (PAL-M) - 1 saída de TV RF - 1 saída de Impressora/interface Centronics            |
| Sistema Operacional | MSX BASIC, MSX-DOS, CP/M |
| Alimentação         | Fonte interna, 120/220V AC 60Hz |
| Documentação        | - Manual do Usuário HB-8000 - Manual de BASIC HB-8000 - Guia de Periféricos |
| CPU                 | Processador Zilog Z-80A c/ clock de 3,58 MHz ou compatível (geralmente Sharp LH0080A) |
| Vídeo               | Processador de vídeo Texas Instruments TMS-9128NL |
| Som                 | Gerador de som programável General Instruments AY-3-8910, com 3 canais de 8 oitavas |